# 中設エンジ
中設エンジ株式会社（ちゅうせつエンジ、英: CHUSETSU Engineering Co., Ltd.）は、愛知県名古屋市西区に本社を置く総合エンジニアリング会社。

## 概要
大手総合商社伊藤忠商事と名古屋鉄道の合弁会社で1968年（昭和43年）9月6日に設立。
オフィスビル、ホテル、マンションや工場、病院などの建築設備や産業設備の企画・設計・施工などを行う。2013年（平成25年）には名鉄グループの豊橋鉄道の遊休地約8290坪にメガソーラー「新城メガソーラープロジェクト」を建設し、同年8月8日から運転を開始した。
また、この発電所で発電された電力は、20年にわたり中部電力に売電される。

## 沿革
- 1968年（昭和43年）9月6日 - 設立。
- 1984年（昭和59年）6月1日 - 2本社体制に移行。
- 1992年（平成4年）1月10日 - 子会社の株式会社シーイーテックを設立。
- 1999年（平成11年）4月1日 - 2本店体制に移行。
- 2002年（平成14年）3月1日 - ISO 9001:2000認証を取得。
- 2006年（平成18年）12月8日 - ISO 14001認証を取得。
- 2013年（平成25年）8月8日 - 新城メガソーラープロジェクトの運転を開始。
- 2018年（平成30年）10月1日 - 商号を「中央設備エンジニアリング株式会社」から「中設エンジ株式会社」へ変更[5]。

## 事業所
- 本社（愛知県名古屋市西区）
- 東京支社（東京都中央区）
- 大阪支社（大阪府大阪市中央区）
- 九州営業所（福岡県福岡市博多区）